# Luigi Poderico
Luigi Poderico (Napoli, 1608 (o 1609) – Napoli, 30 gennaio 1675) è stato un militare italiano.

## Biografia
Appartenente alla famiglia aristocratica napoletana dei Poderico, nacque a Napoli nel 1608 (o 1609). Suo padre era Giovan Battista Poderico, fratello minore di Paolo, marchese di Montefalcione. Iniziò la sua carriera militare nel 1626 arruolandosi come soldato semplice nel tercio del duca di Bovino Giovanni de Guevara. Avanzò rapidamente di grado, prendendo parte a diverse operazioni militari in nord Italia (Assedio di Casale Monferrato (1628)) e nelle Fiandre (tra il 1633 ed il 1640). Successivamente partecipò, al comando di forze spagnole e con il grado di maestro di campo, a diverse operazioni militari nell'ambito della sollevazione della Catalogna. Nel 1646 partecipò alla difesa di Orbetello, assediata dalle armate francesi sotto il comando del principe Tommaso Francesco di Savoia. 
Il 7 febbraio 1648, inseguì Enrico II di Guisa, fuggito da Napoli dopo l'entrata delle truppe spagnole in città durante la rivolta di Masaniello, e lo fece prigioniero nei pressi di Morrone.
Nel 1642 ricevette il titolo di Cavaliere dell'Ordine militare di Calatrava. Nel novembre del 1663 venne nominato governatore e capitano generale della Galizia in sostituzione di Pedro Carrillo y Acuña. In questa regione comandò le truppe spagnole contro quelle portoghesi nell'ambito della guerra di restaurazione portoghese.
Tornato definitivamente a Napoli dopo la morte di Filippo IV di Spagna, morì nella città partenopea il 30 gennaio del 1675.

## Toponomastica
A Luigi Poderico è dedicata una piazza nella città di Napoli, situata tra le vie Arenaccia, Sant'Alfonso Maria de' Liguori, Benedetto Cairoli e Camillo Porzio.